# مارك كوليس سميث
مارك كوليس سميث (بالإنجليزية: Mark Coles Smith)‏ هو ممثل أسترالي، ولد في 22 فبراير 1987 في أستراليا.

## وصلات خارجية
- مارك كوليس سميث على موقع IMDb (الإنجليزية)
- مارك كوليس سميث على موقع ألو سيني (الفرنسية)
- مارك كوليس سميث على موقع أول موفي (الإنجليزية)
- مارك كوليس سميث على موقع قاعدة بيانات الفيلم (الإنجليزية)
- مارك كوليس سميث على موقع كينوبويسك (الروسية)